# 艾瑞克·羅斯
艾瑞克·R·羅斯（英語：Eric R. Roth，1945年3月22日—），美國男編劇及製片人。多次入圍奧斯卡最佳改編劇本獎，包括《阿甘正传》（1994年）、《驚爆內幕》（1999年）、《慕尼黑》（2005年）、《班傑明的奇幻旅程》（2008年）和《星夢情深》（2018年）；其中憑藉《阿甘正传》獲獎。他還為頗受好評的《心靈鑰匙》（2011年）及《沙丘》（2021年）編寫劇本。

## 早期生活
艾瑞克·羅斯出生於紐約市，教師、工作室主管和廣播作家「咪咪」米里亞姆（Miriam "Mimi"）和大學教師兼電影製片人萊昂·羅斯（Leon Roth）的兒子。他成長於紐約布魯克林區貝德福德-史蒂文森。從小學習拳擊長大，這項運動中學到的習慣後來運用於寫作事業上。
羅斯是加利福尼亞大學聖塔芭芭拉分校1996年屆學生。1973年入學加州大學洛杉磯分校戲劇影視學院。

## 個人生活
羅斯定居加利福尼亚州圣莫尼卡，有五名子女，其中三名從事製片工作。
在2014年一段奧斯卡訪問片段中所見，羅斯家中的電腦仍然運行2001年推出的Windows XP作業系統（微軟當時已宣佈即將停止支援，並最終在2015年7月14日正式停止支援）。他用來撰寫劇本的軟件，則是一款年代更加久遠的軟件，早在1987年推出，僅能在MS-DOS介面運行。由於微軟官方早已不支援MS-DOS作業系統，故此羅斯需通過模擬器來運行MS-DOS和。由於MS-DOS記憶體容量限制，內一個檔案僅能儲存40頁劇本。他表示這反而幫他在有限篇幅內寫好故事，「如果40頁都寫不完一幕，那就代表方向錯了。」而他當時仍然使用IBM於1985年推出的Model M鍵盤來打字。
羅斯是伯納·馬多夫透過斯坦利·柴斯在龐氏騙局中詐欺的受害投資者之一。羅斯為此失去了退休金，損失慘重。

## 作品列表

### 電影
| 年份 | 標題                         | 導演                | 附註   |
| ---- | ---------------------------- | ------------------- | ------ |
| 1970 | 《抓块鹅卵石》（To Catch a Pebble）           | 詹姆斯·F·克里爾（James F. Collier） |        |
| 1974 | 《黑街喋血》                 | 羅伯特·馬利根       |        |
| 1975 | 《大衝激》                   | 史都華·羅森堡       | 未掛名 |
| 1979 | 《田園劫》                   | 哈洛德·貝克         | 未掛名 |
| 1979 | 《驚爆九重天》               | 大衛·羅威爾·里奇    |        |
| 1981 | 《狼人就在你身邊》           | 麥克·沃德利         | 未掛名 |
| 1987 | 《嫌疑犯》                   | 彼得·葉慈           |        |
| 1988 | 《父子戰爭》                 | 亨利·温克勒         |        |
| 1993 | 《伴我情深》                 | 邁克·菲吉斯         |        |
| 1994 | 《阿甘正传》                 | 勞勃·辛密克斯       |        |
| 1997 | 《2013終極神差》             | 凱文·科斯納         |        |
| 1998 | 《輕聲細語》                 | 勞勃·瑞福           |        |
| 1999 | 《驚爆內幕》                 | 麥可·曼恩           |        |
| 2001 | 《威爾史密斯之叱吒風雲》     | 麥可·曼恩           |        |
| 2005 | 《慕尼黑》                   | 史蒂芬·史匹柏       |        |
| 2006 | 《特務風雲：中情局誕生秘辛》 | 勞勃·狄尼洛         |        |
| 2007 | 《賭你愛上我》               | 柯蒂斯·汉森         |        |
| 2008 | 《班傑明的奇幻旅程》         | 大衛·芬奇           |        |
| 2011 | 《心靈鑰匙》                 | 史蒂芬·戴爾卓       |        |
| 2015 | 《爱丽丝岛》                 | JR                  | 短片   |
| 2018 | 《星夢情深》                 | 布萊德利·庫柏       |        |
| 2020 | 《曼克》                     | 大衛·芬奇           | 僅監製 |
| 2021 | 《沙丘》                     | 丹尼·維勒納夫       |        |
| 2023 | 《花月殺手》                 | 馬丁·史柯西斯       |        |
| 2024 | 《此心安处》                 | 勞勃·辛密克斯       |        |

### 電視
| 年份      | 標題                     | 編劇 | 執行製片人 | 附註     |
| --------- | ------------------------ | ---- | ---------- | -------- |
| 1972      | 《大厦掳劫案》           | 是   | 否         | 電視電影 |
| 1992      | 《高地》                 | 是   | 否         | 兼創作者 |
| 1994      | 《珍之家》               | 是   | 否         | 電視電影 |
| 2011–2012 | 《馬場風雲》             | 是   | 是         |          |
| 2013–2017 | 《紙牌屋》               | 否   | 是         |          |
| 2016–2018 | 《柏林諜影》             | 否   | 是         |          |
| 2018      | 《沉默的天使》           | 否   | 是         |          |
| 2020      | 《沉默的天使：黑暗天使》 | 否   | 是         |          |

## 外部連結
- 艾瑞克·羅斯在互联网电影资料库（IMDb）上的資料（英文）